# Final Fantasy XIV: Stormblood
Final Fantasy XIV: Stormblood (яп. ファイナルファンタジーXIV: 紅蓮の解放者リベレータ файнару фантадзи: фо:тин гурэн но рибэрэта) — второе дополнение к Final Fantasy XIV: A Realm Reborn, массовой многопользовательской ролевой онлайн-игре (MMORPG), разработанной и изданной Square Enix для macOS, PlayStation 4 и Windows, и выпущенное 20 июня 2017 года, чуть менее чем через два года после выпуска предыдущего дополнения Heavensward. Наоки Ёсида вновь исполнил роль геймдиректора и продюсера, Масаёси Сокен написал саундтрек, а Нобуо Уэмацу написал заглавную песню. Расширение было выпущено как отдельный продукт для текущих игроков; для новых игроков Final Fantasy XIV: Complete Edition, изначально выпущенное вместе с Heavensward, было обновлено и включало оба расширения, выпущенные на тот момент. Чтобы внести необходимые улучшения в игровой движок, обслуживание игрового клиента PlayStation 3 было прекращено с выходом раннего доступа к дополнению. Специальная кампания по обновлению позволила затронутым игрокам получить версию для PlayStation 4 бесплатно.
Stormblood знаменует собой сдвиг в продолжающемся конфликте с Гарлеанской Империей. Игроки возглавляют восстания в имперских провинциях Ала Миго, эорзеанского города-государства, завоеванного двадцать лет назад, и Дома, дальневосточной нации с многовековой культурой ниндзя. Этими регионами управляет сын императора Зенос йае Гальвус, чье жестокое угнетение завоеванных имперских подданных побуждает игрока действовать. Путешествуя по этим разнообразным землям, игроки объединяют усилия с Сопротивлением Ала Миго и свергнутым наследным принцем Дома. Помимо добавления новых локаций, пакет расширения увеличивает максимальный уровень, добавляет два новых класса персонажей, перерабатывает боевую систему для существующих боевых классов и вводит игровой процесс плавание.
Stormblood был хорошо принят после выпуска и был номинирован на «Дополнение года». К августу 2017 года общее количество учётных записей игры достигло 10 миллионов. Как и в случае с его предшественниками, основные исправления контента планировались каждые три месяца. Первый — The Legend Returns — был выпущен 10 октября, и в нём представлена сюжетная линия, написанная Ясуми Мацуно, с его фирменным сеттингом Ивалиса, а также особая битва на «Utlimate» сложности, созданная для того, чтобы стать самым сложным контентом в игре.

## Геймплей
Геймплей и структура квестов Stormblood во многом соответствуют базовой игре. Как и во многих MMORPG, игроки взаимодействуют друг с другом в постоянном мире, который реагирует на их действия. Кардинальная переработка боевой системы сопровождается повышением максимального уровня до 70-го Изменения делятся на три вида. Во-первых, боевые способности были переработаны, чтобы исключить лишние действия и улучшить ход боя. Во-вторых, новый набор «ролевых действий» гарантирует, что все игроки могут получить доступ к критическим способностям для своей роли — танка, лекаря или наносящего урон. Наконец, все классы получили «шкалу специализации» ("job gauge"), которая отображает всю относящуюся к классу информацию более наглядно. Также были введены два новых класса профессий — Самурай, владеющий катаной, и универсальный Красный Маг, оба класса относятся к группе ДД-профессий. Данные профессии доступны начиная с 50-го уровня, со своими собственными сюжетными линиями, связанными с основной историей. В отличие от Heavensward, они доступны любому игроку с классом 50-го уровня, вне зависимости от прохождения сюжета.
В дополнение к новым подземельям и рейдам, Stormblood представляет новый режим игрока против игрока (PvP) под названием Rival Wings. Согласно правилам, две команды по 24 игрока сходятся в военных играх под управлением гоблинов. Очки зарабатываются за уничтожение вражеских баз и роботов-миньонов. Игроки могут вызывать и пилотировать гигантский мех после достижения определённых целей. Во время релиза, игроки довольно часто сравнивали режим с многопользовательскими онлайн-боевыми аренами (MOBA).
Наконец, новая область под названием «Запретная земля, Эврика» дебютировала с патчем 4.2. Игровой процесс вдохновлен MMORPG «старой школы», включая Final Fantasy XI и другие. В «Эврике» игроки должны использовать колесо стихий, чтобы использовать слабости монстров и повышать свой собственный уровень Элементалей. В отличие от остальной части игры, игроки теряют очки опыта в случае поражения и могут даже «понизить уровень». Более поздние разделы Эврики позволяют использовать Действия Логоса (Logos Actions), которые представляют собой уникальные заклинания и способности, которые игроки создают из материалов, найденных в зоне. Эврика завершается рейдом высокого уровня под названием Baldesion Arsenal, в котором 56 игроков должны работать сообща, чтобы пройти его.

## Сюжет

### Сеттинг и персонажи
Действие Stormblood разворачивается на трех основных континентах Хайделин (Hydaelyn), вымышленной планеты с разнообразным земным климатом, сосредоточенных в имперских провинциях Ала Миго и Дома. Империя стремится уничтожить «Прималов» — призванных существ, подобных божествам, которые истощают землю жизни, — но выбирает жестокий экспансионизм и религиозные преследования, чтобы остановить призывы Прималов. Расположенный на восточной окраине Эорзеи, город-государство Ала Миго правит засушливым регионом Гир Абания. Его сухопутный мост к другим континентам действует как буферное государство для Эорзии. За двадцать лет до Stormblood, Империя завоевала Ала Миго в результате народного восстания против монархии. Гай ван Баелсар  — легат, возглавивший вторжение — намеревался завоевать всю Эорзею, но остановился перед лицом сопротивления Эорзеи и драконов. Вместо этого он строит Стену Баелсара на границе Ала Миго, ожидая удобного случая. Кроме того, он основал Crania Lupi («Волчьи черепа»), нерегулярное подразделение коренных жителей Ала Миго, предлагающее гражданство за службу. После поражения Гая в A Realm Reborn новый император Варис зос Гальвус сделал своего сына, Зеноса яэ Гальвуса, имперским наместником. Суровая и садистская тирания Зеноса контрастирует с эгалитарной и меритократической политикой Гая, и он коротает свое время в поисках достойных противников для смертельного боя.
Область Дома на Дальнем Востоке — предыдущее завоевание Зеноса. Некогда гордое военное королевство, имперская оккупация заставила законного принца Хиена скрываться и сломила дух людей. Уезжая в Ала Миго, Зенос продвигает Йоцую гоэ Брут, перебежчицу Дома, ненавидящего своих соотечественников, до исполняющего обязанности вице-короля. Дома черпает вдохновение из культур древнего Китая и Японии. :0:27:17В степи Азим, к северу от Дома, проживает множество кочевых племен Аура, которые проводят ежегодный Наадам в качестве соревнования лидеров, основанного на монгольском фестивале Наадам. :0:27:17Хингаши, изоляционистское островное государство, лежит на востоке за Рубиновым морем. Только портовый город Куганэ открыт для внешней торговли, а Хингаси закрыт для посещения — выступая в качестве имитации Японии эпохи Эдо и Нагасаки, соответственно. В Рубиновом море проживают похожие на черепах племена кодзинов и Конфедерация, свободная пиратская коалиция. В то время как Гридания, Ишгард и Лимса Ломинса остаются вовлечёнными, из государств Эорзеанского Альянса только Уль'да играет важную роль в Stormblood из-за того, что генерал Пламени Раубан Алдинн является беженцем из Ала Миго.
Непосредственно перед Stormblood фракция Сопротивления Ала Миго совершает атаку под чужим флагом на Стену Баелсара в униформе Эорзеанского Альянса, надеясь возобновить войну. Персонаж игрока, названный Воином Света за победу над Гаем, и его союзники-миротворцы, Потомки Седьмой Зари, прибывают, чтобы восстановить порядок, но один Потомок, Папалимо, жертвует собой в процессе. Его попутчик, сирота из Ала Миго по имени Лиз, которая выдавала себя за свою старшую сестру Иду, снова вдохновляется на борьбу с оккупацией Гарлеанцев. Ей помогают близнецы Альфино и Ализе, а также хранитель монет Потомков Татару. Альянс в конечном итоге захватывает Стену и укрепляет её, ожидая имперского ответного удара. Тем временем Госэцу, один из вассалов Хиена, приходит, чтобы отозвать Югири и здоровых беженцев Дома. Альянс связывается с основными силами Сопротивления через Стену во главе с Конрадом и его лейтенантом М'нааго, в то время как Зенос собирается подавить восстание с помощью командира Черепов, Фордолы.

### История

#### Stormblood
Stormblood начинается с симпатизирующих лидеров Альянса, надеющихся помочь Ала Миго. Раубан отправляет Воина Света, Лиз и Потомков на встречу с Сопротивлением Ала Миго в поисках поддержки для вторжения Альянса. Конрад, крупный лидер Сопротивления, с радостью принимает их помощь. Однако Фордола рем Люпис, сторонница гарлеанцев, внезапной атакой опустошает штаб сопротивления. Гарлеанский принц Зенос яэ Галвус присоединяется, легко превосходя даже Воина Света. Не впечатленный, он уходит, оставляя выживших восстанавливаться от атаки. Не в силах противостоять гарлеанам в лоб, Отпрыски следуют предложению Альфино спровоцировать революцию в Дома, другой провинции Зеноса, возглавляемой жестокой Йоцую гоэ Брут, чтобы разделить силы имперцев.
Группа плывёт на Дальний Восток. В Куганэ они воссоединяются с Госэцу, пересекая Рубиновое море с помощью торговцев Синих Кодзинов. Они также убеждают Конфедерацию изгнать Империю, разорвав контракт с наёмниками Красных Кодзинов и победив их прародителя Сусано. Они находят Югири в Дома, которую принц Хиен попросил узнать о воле своего народа — если они желают свободы, он вернётся из изгнания, чтобы возглавить их и повести в будущее; в противном случае он сдастся Гарлемальду, чтобы облегчить страдания своего народа. Когда Зенос прибывает в Дома для проверки, Воин Света пытается убить его, но снова терпит поражение. Зенос, заинтригованный, щадит Воина ради будущей, более интенсивной битвы. Жители деревни, ранее спасённые Югири, собираются и прогоняют имперскую свиту.
Вдохновленные их духом, Потомки отправляются в Азимову Степь в поисках Хиена. Он живёт среди Мол, которые вылечили его после предыдущего неудавшегося восстания. Планируя выиграть предстоящий Наадам для Мола, он надеется повести степных воинов на поддержку освободительной армии. Пройдя испытания инициации в Степи, Хиен и Потомки получают благословение старейшины Мол на участие. Воин Света обеспечивает победу Мол, и воины Степи охотно присоединяются к армии Хиена. Вернувшись в Дома, Альфино представляет Хиену Дальневосточный Альянс: Конфедерацию, Дома, племя Синих Коджинов, а теперь и племена Азимовой Степи. Они нападают на замок Дома, побеждая силы Йоцую. Сопротивляясь, она обрушивает на них замок, но Госэцу поддерживает потолок, чтобы остальные могли сбежать; и он, и Йоцую считаются мертвыми. Хиен возвращает себе свое королевство и обещает помочь Ала Миго в ответ.
По возвращении на запад распространяется слух о свободе Дома; многочисленные имперские провинции поднимают открытое восстание, истощая силы Империи. Диаспора Ала Миго и освобожденные рабочие трудовых лагерей пополняют ряды Сопротивления. Раубан и Конрад пользуются преимуществом, захватывая ключевой мост на пути к столице, открывая доступ к собственно Гир-Абании. Воин и Лис также побеждают Примала Лакшми, чтобы расчистить путь. В следующем сражении Фордола по приказу Зеноса наносит артиллерийский огонь по сторожевой башне гарлеанцев, убивая её защитников и смертельно ранив Конрада. В последней просьбе он передаёт Лиз титул лидера Сопротивления.
Освободители продвигаются к озёрам, окружающим столицу, строя передовую оперативную базу. Потомки проникают на базу Гарлеана и извлекают своего товарища по ордену Крайл, над которой ученые Гарлеана экспериментировали, чтобы воспроизвести её Эхо. Фордола стала их тестовым "резонансом", а Зенос в итоге получает усовершенствованную версию. Потомки захватывают Фордолу с помощью обмана, чтобы обмануть эту способность. При поддержке с воздуха Хиеном, Альянс штурмует столицу. Воин сталкивается с Зеносом в третий раз, наконец, побеждая его. Зенос отступает, показывая примала Синрю, захваченного Омегой над Стеной Баелсара. Используя свою силу "резонанса", Зенос сливается с Синрю и сражается с Воином Света. Глаза Зеноса и Нидхегга выбрасываются из Синрю после его смерти; Зенос совершает самоубийство, завершая освобождение Ала Миго, а позже прибывает Эстиниен и уничтожает глаза драконов. В сценах после титров Императора Вариса (отца Зеноса) посещает Элидибус, и выясняется, что Госэцу и Йоцую выжили.

#### Восстановление двух наций
Лиз созывает конституционную конференцию местных и племенных вождей. Одно племя Ананта призывает своего примала Лакшми, побуждая Лиз использовать  сопротивление резонансу Фордолы. Вместе она и Воин побеждают Лакшми, и конференция начинает подготовку перехода к парламентской республике. Тем временем, султана Нанамо занимается репатриацией беженцев из Ала Миго, восстанавливая Соляную фабрику, создавая рабочие места и предоставляя ценные ресурсы. Эмоционально прощаясь, она уговаривает Раубана вернуться на родину, повысив его сына Пипина до Маршала Пламени.
Воин и Югири находят Госэцу и Йоцую - последняя страдает полной амнезией. Хиен, прислушиваясь к Госэцу, смягчает ей приговор за умственную недееспособность. Однако прибытие её сводного брата и гарлеанского посла, Асахи сас Брута, усложняет ситуацию. Утверждая, что он представляет реформистскую партию популяров (Populares), которая выступает против экспансионизма Гарлеана, Асахи предлагает обмен пленными: солдаты Домы в обмен на гарлеанских военнопленных, включая Йоцую. Его единственное требование состоит в том, чтобы Дома предотвратила любые призывы на своей территории. Хиен с готовностью соглашается, но из-за состояния Йоцую отрицает её статус подданной Гарлеанцев: если к ней вернутся воспоминания, она может присоединиться к обмену, в противном случае она останется. Асахи возвращается с солдатами и его родителями; шок от их встречи возрождает детские воспоминания Йоцую о жестоком обращении и продаже в проституцию. Вооруженная Асахи, она убивает их и возвращается к нему. Он манипулирует ею, заставляя вызвать примала Цукуёми во время обмена, нарушая договор, как он и планировал изначально. Воин Света побеждает её, но когда она умирает, она мстит за себя, убивая и Асахи.
Позже Воин узнает, что Асахи действовал по приказу Зеноса, который таинственным образом пережил свое самоубийство, чтобы дискредитировать Популяров и продвинуть воинствующую фракцию Оптиматов. Обмен завершается под руководством Максима кво Приска, лейтенанта Асахи и лояльного члена Популяров; он обещает верно донести мирный договор Дома до столицы. Альфино присоединяется к нему, надеясь ознакомиться с политикой Гарлеанской Империи. Личная охрана Зеноса сбивает их дирижабль в полёте, но гарлеанец, называющий себя Сумеречным охотником, спасает их. Другие Потомки ищут могилу Зеноса, находят её пустой и подозревают, что аскианец вселился в его труп. Лидеры Эорзейского альянса встречаются в Ала-Мхиго, чтобы пригласить его присоединиться и обсудить свой следующий шаг. Неизвестное ментальное состояние начинает поражать Потомков, стремящихся «широко распахнуть ворота», оставляя Танкреда в коме.
Максима и многие популяры переходят на сторону Ала Миго. Альфино остаёся с Сумеречным Охотником, чтобы расследовать деятельность аскианцев, в то время как Империя мобилизуется, чтобы вернуть себе Ала Миго. Тем временем, Хиен собирает Дальневосточный союз Дома, местных племен, степных воинов, Конфедерации и близлежащих провинциальных повстанцев. Они используют древнюю технологию аллаганцев, возводя массивный энергетический барьер против воздушного нападения Гарлеанцев, который блокирует судно Сумеречного Охотника. Он приносит Альфино, который тоже впал в кому. Воин идентифицирует Сумеречного Охотника как Гая Бэлсара, пережившего уничтожение Ультима-Оружия. Он отказался от своего титула «ван», сосредоточившись только на убийстве аскианцев. Гай сообщает, что Император начал производить химическое оружие «Чёрная роза» и мобилизовал провинции под командованием Элидибуса, владеющего телом Зеноса. Кроме того, после смерти Лахабреи Элидибус и таинственный Эмет-Селх остались последними лидерами аскианцев. Гай отправляется в Гарлемальд, преследуя другие зацепки и препятствуя производству «Чёрной розы». Хиен прибывает в Ала Миго, чтобы провести переговоры с императором Варисом перед наземным вторжением.
Варис сообщает, что Солус зос Гальвус, его дед и император-основатель Гарлемальда, был аскианцем. Пытаясь отменить раскол планеты, их Бедствия объединяют Осколки реальностей обратно в Источник. Он предлагает союз: не препятствовать Бедствиям, пока их воссоединившиеся души не станут достаточно сильными, чтобы напрямую сражаться с аскианцами. Испытывая отвращение, Альянс единогласно отказывается, и битва начинается. Ализе впадает в кому вскоре после успешной первого столкновения. Воин отгоняет Элидибуса, но битва оканчивается ничем из-за голоса в голове Воина. Говорящий дает инструкции: "искать маяк в Кристальной башне, чтобы предотвратить губительное будущее". Тем временем настоящий Зенос, который обманул смерть, используя Эхо для смены тел, отправляется к Гарлемальду, чтобы вернуть свое тело.

## Разработка
Планирование Stormblood началось более чем за год до его аноноса с «ретрита сценаристов» с участием продюсера и режиссёра Наоки Ёсиды и основных сценаристов. Полная разработка началась в октябре 2016 года, когда размер команды в конечном итоге превысил 250 человек. Процесс разработки расширения включает в себя подробное изложение перехода от основной игры к расширению и классификации этих элементов, чтобы разработчики не путались между содержимым патча и содержимым дополнения, которые создавались одновременно. Ёсида подчеркивал в своей философии дизайна, что дополнение к MMORPG должно иметь столько же контента, сколько и основная игра. Исследуя небеса в предыдущем дополнении Heavensward, Ёсида сосредоточил внимание на морях в этом дополнении и включил игровой процесс плавание. Что касается сеттинга, Ёсида чувствовал, что игроки будут ожидать Ала Миго из-за направления истории, поэтому дизайнеры настаивали на включении совершенно новой области, чтобы удивить их. Команда художников намеренно провела контраст между двумя разными типами японской эстетики для Домы и Хингаси, а не просто воспроизвела Японию Эдо в общеизвестном представлении. Дополнение было анонсировано на Лас-Вегасском сегменте Final Fantasy XIV Fan Festival 2016, который проходил в октябре того же года. Дополнительные подробности были обнародованы на мероприятиях в Токио и Франкфурте, включая дату релиза, новые специализации, локации и рейды.
Предметы «пропуск истории» (Story skip) и «повышение уровня» (level boost) дебютировали с запуском Stormblood. Они были созданы в ответ на жалобы на длинную сюжетную линию квестов, которая может пугать и тормозить новых игроков. Ёсида объяснил, что они были намеренно оценены так, чтобы они были такими же дорогими, как и сама игра, чтобы воспрепятствовать игрокам использовать их слишком свободно, вместо этого призывая потенциальных игроков испытать историю с самого начала. Разработчики ответили на критику системы PvP, кардинально переработав её в Stormblood. Все задания получили специальные PvP-действия, которые сбалансированы отдельно от остальной части игры. Изменения были направлены на сокращение количества действий для обеспечения более плавного взаимодействия. Они также предназначены для поддержки потенциальной сцены PvP-турниров, включая серию «Feast Regional Championship», которая проводилась в рамках Final Fantasy XIV Fan Festival 2018.
Ёсида пригласил Ясуми Мацуно, директора Final Fantasy Tactics и других игр цикла Ivalice, в качестве приглашенного сотрудника для работы над серией крупномасштабных рейдов для дополнения. Ёсида познакомился с Мацуно, заядлым игроком в Final Fantasy XIV, на рабочем ужине и был удивлен его просьбой разрешить ему написать что-нибудь для игры. Мацуно написал сценарий для рейдов «Возвращение в Ивалис» (Return to Ivalice), предполагающих раскрытие руин древней иваликийской цивилизации и разоблачение правды о Zodiac Brave Story, основанной на одноимённой басне в Final Fantasy Tactics. Он приложил усилия, чтобы интегрировать историю в существующий сеттинг XIV и сделать так, чтобы игроки, не знакомые с предыдущими играми, действие которых происходит в Ивалисе, могли по-прежнему наслаждаться ею. Когда Мацуно увидел, с каким энтузиазмом команда разработчиков относится к первой части «Возвращения в Ивалис», он почувствовал необходимость расширить сюжет и дизайн для более поздних частей. Кейта Амемия, создатель и дизайнер персонажей Garo, был приглашен для разработки дизайна монстров для этих рейдов. Взамен в рамках совместного мероприятия в игру были добавлены доспехи и оружие из Garo.
Stormblood также добавил эвенты-коллаборации с Monster Hunter: World и Final Fantasy XV. Решение о первом было принято ещё во время разработки A Realm Reborn в 2011 году  Когда Ёсида стал продюсером и геймдиректором по перезапуску, его друг и продюсер серии Monster Hunter Рёдзо Цудзимото попытался отговорить его от участия в проекте, опасаясь за его карьеру. Когда Ёсида продолжил настаивать, Цудзимото предложил помощь в продвижении игры от Capcom и Monster Hunter. Ёсида также отказался от этого, желая, чтобы Final Fantasy XIV преуспела сама по себе. Помня об этом жесте, Ёсида и Цудзимото снова собрались во время разработки Monster Hunter: World, чтобы, наконец, воплотить в жизнь предложение последнего с целью отпраздновать новообретенную глобальную аудиторию Monster Hunter '  Сотрудничество состоит из битвы с боссом против Раталоса в Stormblood и охоты на Бегемота в Monster Hunter: World. Сотрудничество с Final Fantasy XV также планировалось достаточно давно. В преддверии его выпуска в 2016 году геймдиректор Final Fantasy XV Хадзиме Табата и Ёсида обсуждали возможную совместную работу, но хотели дождаться подходящего момента в своих графиках релизов. В событиях обеих игр игроки сражаются с версией Гаруды, чтобы выиграть новые наряды и маунтов.
Поддержка PlayStation 3 закончилась с выходом Stormblood. Это изменение позволило разработчикам увеличить скорость загрузки неигровых персонажей, поскольку у PS3 была ограниченная пропускная способность ввода/вывода, что, в свою очередь, позволяло маунтам двигаться с более высокой скоростью. Специальная кампания по обновлению позволила затронутым игрокам PS3 бесплатно получить версию для PlayStation 4. С релизом Stormblood игра также получает поддержку совместимости с PlayStation 4 Pro. Доступны два режима: один ориентирован на частоту кадров и производительность игры, а другой — на графическое разрешение. Приложение-компаньон для мобильных телефонов было выпущено в августе 2018 года. Оно позволяет игрокам общаться с друзьями, планировать события, управлять инвентарем и продавать предметы с помощью внутриигрового рынка.

### Патчи
Команда разработчиков планирует выпуск крупного обновления примерно каждые три месяца. Каждое из этих бесплатных обновлений контента включает в себя продолжение основного сценария, а также новые рейды, функции, испытания и подземелья. Незначительные исправления, которые появляются между основными обновлениями, направлены на улучшение качества жизни. В Stormblood Йошида перераспределил ресурсы, чтобы облегчить разработку новых типов контента (например, Эврика, Ultimate-рейды) за счет уменьшения количества подземелий, добавленных во время патчей с нечетными номерами. Как и в случае с предыдущими расширениями, Square Enix выпустила пять основных обновлений для Stormblood в течение двухлетнего цикла контента.
| Патчи и расширения | Патчи и расширения    | Патчи и расширения  | Патчи и расширения |
| Патч               | Заголовок             | Релиз               | Примечания |
| ------------------ | --------------------- | ------------------- | --- |
| 4.0                | Stormblood            | 20 июня 2017 г.     | Еженедельный ограниченный контент не был доступен в день запуска расширения, чтобы игроки могли наслаждаться историей в своем собственном темпе. Рейд Omega: Deltascape дебютировал через две недели после запуска, а режим сложности Savage был выпущен через две недели после этого. В этой сюжетной линии Сид и Неро обнаруживают, что Омега на самом деле является биомеханическим инопланетянином, изменяющим реальность. После битвы с Синрю Омега создает карманное измерение, в котором организует турнир существ, созданных им путем наблюдения за этой новой планетой. Он бросает вызов этим сильным синтетическим формам жизни, чтобы увеличить свою собственную разрушительную силу. Воин Света принимает участие в этом турнире, чтобы получить шанс сразиться с Омегой, представляющей экзистенциальную угрозу всему живому на планете. Мультяшный чокобо по имени Альфа, который Омега считает неудачным экспериментом, помогает группе в этом. |
| 4.1                | "The Legend Returns"  | 10 октября 2017 г.  | С этим патчем начинается серия рейдов «Возвращение в Ивалис» для 24 игроков. Игроки отправляются в королевский город Рабанастр в поисках пропавшего без вести гарлеанского драматурга Дженомиса. Его дети, Рамза и Альма, названы в честь персонажей Zodiac Brave Story, басни о потерянной цивилизации Ивалис. Под городом они обнаруживают руины Ивалиса и находят Дженомиса, похищенного охотником за головами по имени Ба'Гемнан. Ба'Гемнан требует в обмен на него могущественный артефакт под названием аурацит и исследовательские записи Дженомиса. Семья Дженомиса посвятила себя раскрытию истинной истории Zodiac Brave Story, и они просят игрока помочь в этом. В этом обновлении также представлена первая битва на Ultimate-сложности под названием Unending Coil of Bahamut, экстремальное испытание против Синрю, а также новый PvP-режим Rival Wings, возможность бросить вызов подземельям с эскадрильями приключенцев, управляемыми ИИ, и жильём для игроков в Куганэ. |
| 4.2                | "Rise of a New Sun"   | 30 января 2018 г.   | Главной особенностью этого патча является Omega: Sigmascape, в котором Воин Света бросает вызов большему количеству творений Омеги, в том числе безумному клоуну по имени Кефка. Омега пытается понять, как приключенец может быть таким могущественным, предполагая, что ключом является смертельная опасность. Другая угроза исходит от Корю, древнего монстра, чья печать рушится спустя тысячи лет. Генбу, один из Четырёх Лордов, нанимает героя, чтобы подавить бушующую энергию своих собратьев-Лордов, чтобы у них хватило сил обновить печать Корю, начиная с Бьякко, Белого Тигра. Наконец, в этом обновлении дебютирует первая часть Эврики, Анемос, а также новая карта для арены Feast PvP. |
| 4.3                | "Under the Moonlight" | 22 мая 2018 г.      | Этот патч продолжает «Возвращение в Ивалис» с «Маяком Ридорана». Игроки отправляются туда в погоне за Ба'Гемнаном, который сошёл с ума от силы аурацита. Как бывший капитан армии Далмаски, он хотел отомстить Империи, которая покорила его землю. Когда аурацит превращает его в дракона Иазмата, группа побеждает его и забирает артефакт. В Дома игроки начинают помогать в восстановлении страны. В этом обновлении также представлено ещё одно Ultimate-испытание, The Weapon's Refrain, путешествие в следующий раздел Эврики, Пагос, и новое 100-этажное глубокое подземелье (deep dungeon) под названием Heaven-on-High. |
| 4.4                | "Prelude in Violet"   | 18 сентября 2018 г. | Рейды Омеги завершаются в этом патче с финальным дополнением Omega: Alphascape. После того, как Воин Света побеждает в турнире, Омега бросает вызов герою напрямую. После своего поражения Омега превращается в гуманоидную форму, утверждая, что это ключ к силе Воина Света. Воин навсегда побеждает Омегу, чья форма распадается после того, как Сид объясняет, что настоящая сила исходит из сердца и воли, а не из эксперимента. Альфа отправляется исследовать мир. Игрок также может бросить вызов следующему из Четырёх Лордов, Сузаку Алой Птице, и исследовать новый регион в Эврике, Пирос. |
| 4,5                | "Requiem for Heroes"  | 8 января 2019 г.    | Этот патч, выпущенный в нескольких частях, начинает раскрытие событий следующего сюжетного дополнения, Shadowbringers. Сюжетная линия Return to Ivalice завершается в монастыре Орбонн. Игрок заручается поддержкой Далмасканского Сопротивления, чтобы найти монастырь, где древнее зло, известное как Ультима, Высший Серафим, было поймано в ловушку в конце Zodiac Brave Story. Ультима заманивает игрока глубже в свои владения, чтобы вырваться из этой тюрьмы. После поражения Ультимы Дженомис пишет пьесу, в которой рассказывает настоящую историю Zodiac Brave Story, включая роль человека по имени Рамза, вычеркнутого из истории. Сюжетная линия Четырёх Лордов завершается битвой против Сейрю. Когда все четыре лорда успокаиваются, им удается сдержать Корю и восстановить печать. Серия Эврики также завершается в Гидатос рейдом на Арсенал Бальдезиона. Другие функции этого обновления включают новую «ограниченную» специализацию, Синий Маг, которое не может использовать обычные функции подбора групп; новую карту для Rival Wings, Скрытое ущелье; возможность путешествовать на другие серверы в дата-центре с помощью системы World Visit; и добавление маджонга в качестве мини-игры. |

### Саундтрек
Масаёси Сокэн написал большую часть музыки для дополнения - более 100 треков - в дополнение к своим обязанностям звукорежиссёра. Нобуо Уэмацу написал два вокальных трека: «Stormblood» и «Revolutions»; первый является результатом сотрудничества с Сокэном, а второй служит основной темой игры. Сьюзан Кэллоуэй вернулась в качестве основной вокалистки. Сокен использовал «боевое наступление и вторжение» в качестве центральной идеи саундтрека, контрастируя между мощными военными маршами и «теми, кто подвергся» этому вторжению. Примером этого является национальный гимн Ала Миго "The Measure of His Reach". У него есть две версии: оригинальная и версия, использовавшаяся во время оккупации Гарлеана, с более резким звуком и более жестокими текстами.  :0:38:40Основной мотив Stormblood несколько раз появляется в саундтреке с разными инструментами и стилями в соответствии с контекстом. Из-за сеттинга Сокен включил азиатские инструменты в свою оркестровку и решил сократить их количество, используемое в полевых треках, таких как тема локации Якнша, в которой были только арфа и кокю. По словам Сокэна, он особенно гордится своей работой над темами сражений с прималами Синрю и Цукуёми, которые включают мотивы из Stormblood и темы Янксии соответственно. Каждая фаза темы битвы при Цукуёми относится к разным аспектам жизни Йоцую. Этот трек, "Wayward Daughter", получил наибольшее количество голосов в опросе игроков о выборе треков для сборника "Best of Final Fantasy XIV ".
В Final Fantasy XIV: Stormblood Original Soundtrack собрана музыка с момента запуска дополнения до обновления 4.3 "Under the Moonlight". Альбом был выпущен Square Enix 4 июля 2018 года на диске Blu-ray и включает код для эксклюзивного игрового питомца Wind-up Tsukuyomi.

## Приём
| Сводный рейтинг | Сводный рейтинг | Сводный рейтинг |
| Издание         | Оценка          | Оценка          |
| Издание         | PC              | PS4             |
| --------------- | --------------- | --------------- |
| GameRankings    | 86,20 %         | 88,70 %         |

Stormblood продолжил положительную тенденцию, заданную Heavensward, и многие обозреватели назвали дополнение даже более сильным, чем прошлое. Согласно агрегатору обзоров Metacritic на основе 21 и 15 обзоров, расширение было воспринято как «в целом благоприятно» как для ПК, так и для PlayStation 4, соответственно. Из 39 обзоров на OpenCritic 92% рекомендовали игру, а средний балл лучших критиков составил 88. Дополнение Stormblood продалось в количестве 33 000 единиц стандартной и полной версий в Японии за первую неделю, что сделало её самой продаваемой видеоигрой недели в этом регионе. Обновление превзошло ожидания разработчиков с точки зрения продаж, откликов критиков и количества игроков.
Похвала истории была обычным явлением в обзорах. Майк Уильямс из USgamer высоко оценил сдержанность игры в раскрытии сложности повествования и увеличении эмоционального вклада в персонажей, назвав это «медленным горением». Майк Фэйи из Kotaku посчитал, что игра хорошо справляется с сохранением быстрого темпа и мотивацией игрока. Саймон Паркин из Eurogamer оценил влияние Ясуми Мацуно на тон истории. Многие обозреватели особо отметили темы игры о природе войны и колониализма. Другие, в том числе Уильямс и Сэм Прелл из GamesRadar+, отметили, что отличный сценарий для злодеев был прекрасным дополнением для истории.
Реакция на другие аспекты темпа игры была более неоднозначной. Большинство критиков согласились, что новых побочных квестов по-прежнему не хватает, хотя Фэйи признал их разнообразие как улучшение по сравнению с предыдущим расширением. Из-за этого Прелл почувствовал, что баланс между сюжетными миссиями нарушен, и с критикой также выступили Лейф Джонсон из IGN и Стивен Месснер из PC Gamer.  С другой стороны, обозреватели рекомендовали игрокам избегать платных элементов «пропуска сюжета» и «повышения уровня» в пользу самостоятельного прохождения сюжета.
Различные аспекты игрового процесса и боевой системы получили почти всеобщее одобрение. Крис Картер из Destructoid описал боевые столкновения как «стильные и увлекательные», а Прелл и Месснер были впечатлены испытанием с боссом Сусано, последний сравнил его с Metal Gear Rising. Изменения на уровне системы в бою также были хорошо восприняты, включая оптимизацию ролевых действий и разблокировку заданий, объединение недостаточно используемых характеристик, и пользовательский интерфейс Job Gauge.  Ещё одной постоянной чертой обзоров была похвала двум новым специализациям: Красному Магу и Самураю. Переплетение рукопашных и дальних атак Красного Мага вызвало восторженный отклик, Самурая хвалили за его систему комбо, и оба получили высокую оценку за уникальный игровой процесс. Наконец, Картер и Месснер нашли время, чтобы расхвалить улучшения PvP, а Месснер назвал его «одним из моих любимых занятий в Stormblood».
Рецензенты похвалили и общий художественный стиль  расширения, а также дизайн локаций. Джинни Ву из GameSpot считает, что азиатские тематические зоны «хорошо интегрированы» в историю. Джонсон увидел «новые высоты творчества» на диких равнинах вдохновленной Монголией Азимской степи.  Картер отметил, что режим разрешения 4K на PlayStation 4 Pro был впечатляющей функцией. Добавление плавания было встречено менее восторженно. Хотя Фэйи нашёл подводную среду визуально привлекательной, он пришёл к выводу, что она «ужасно недоиспользована», и это мнение поддержал Картер.
В целом критики оценили Stormblood как улучшение по сравнению с Heavensward. Фэйи заметил, что игра - «одна из немногих [MMORPG], способных поддерживать модель ежемесячной подписки». Картер пришёл к выводу, что расширение следует «той же рутине, что и в основной игре», но признал, что «эта рутина выигрышная».  В ходе наград 2017 года расширение получило награду «Лучшая MMO» от Game Informer, Bleeding Cool и RPGamer. Дополнение также было выбран редактором в номинации «Лучший пострелизный контент» в блоге PlayStation. В цикле 2018 игра победила в номинации «Лучшая ММО» от Massively OP.

### Комментарии
1. ↑  Сайд-квест в Endwalker под названием "A Heartless Hypothesis" раскрывает тот факт, что Омега выжил.